# Прощай, речь 3D
«Прощай, речь 3D» (фр. Adieu au Langage) — французский 3D-фильм, поставленный режиссёром Жаном-Люком Годаром по собственному сценарию и ставший его 39-м полнометражным фильмом. В 2014 году был включён в основную конкурсную программу Каннского кинофестиваля, где был удостоен Приза жюри.

## Название
Оригинальное название фильма, «Adieu au langage», содержит языковую игру. В одном из интервью Жан-Люк Годар напомнил, что в швейцарском кантоне Во слово «adieu» употребляется как приветствие. «Само собой, здесь есть оба смысла», — прокомментировал это режиссёр. Помимо прочего, langage во французской лингвистической традиции, идущей от «Курса общей лингвистики» Фердинанда де Соссюра, употребляется в значении «речевой деятельности», способа коммуникации.
Первоначально (до Каннского фестиваля) официальным русским локализированным названием было «Слова, прощайте!» На ММКФ-2014 фильм демонстрировался под наиболее близким к первоисточнику названием «Прощай, язык».
Официальное русское прокатное заглавие — «Прощай, речь 3D».

## Сюжет
Своему фильму Годар предпослал стихотворный синопсис:

Суть проста. Замужняя женщина и холостой мужчина встречаются. Они любят, они спорят, наносят удары. Собака бродит между городом и деревней. Проходят времена года. Мужчина и женщина встречаются вновь. Собака оказывается между ними. Один в другом, другой в одном. А всего их трое. Бывший муж разрушает всё. Начинается второй фильм. Такой же, как и первый. Однако, и не такой. От человеческого рода переходим к метафоре. Всё заканчивается лаем. И плачем ребёнка.
Оригинальный текст (фр.)Le propos est simple. Une femme mariée et un homme libre se rencontrent. Ils s'aiment, se disputent, les coups pleuvent. Un chien erre entre ville et campagne. Les saisons passent. L'homme et la femme se retrouvent. Le chien se trouve entre eux. L'autre est dans l'un. L'un est dans l'autre. Et ce sont les trois personnes. L'ancien mari fait tout exploser. Un deuxième film commence. Le même que le premier. Et pourtant pas. De l'espèce humaine on passe à la métaphore. Ca finira par des aboiements. Et des cris de bébé.

Однако этот сюжет в самом фильме дробится на мелкие эпизоды и рассеивается по всей картине. Помимо него, также присутствуют эпизоды, в которых действуют лорд Байрон и Мэри Шелли; эпизоды с профессором на книжном развале и его беседы с молодыми людьми; присутствуют также кадры из других фильмов и военной хроники; появляется и сам Годар (эпизод с акварелью).

## В ролях
- Элоиз Годе — Жозетт
- Камель Абдели — Гедеон
- Ришар Шевалье — Маркус
- Зои Бруно — Ивич
- Кристиан Грегори — Давидсон
- Джессика Эрискон — Мэри Шелли
- Рокси Мьевилль — Рокси

## Цитаты
Как и все остальные фильмы Годара, «Прощай, речь» содержит в себе огромное количество цитат из художественной литературы, трудов философов, а также кадры из других фильмов.

### Книги и статьи
- «Антигона» Жана Ануя
- «Бесы» Фёдора Достоевского
- «Город» Клиффорда Саймака
- «Воспитание чувств» Гюстава Флобера
- «Дуинские элегии» Райнера Марии Рильке
- «Жан Сантёй» и «Пленница» Марселя Пруста
- «Церковь» Луи-Фердинанда Селина
- дневник Жюльена Грина
- «Алкоголи» Гийома Аполлинера
- «Книга песка» Хорхе Луиса Борхеса
- «Тошнота», «Бытие и ничто» Жана-Поля Сартра
- «Пробуждение истории» Алена Бадью
- «Животное, которым я следовательно являюсь» Жака Деррида
- «Философские исследования» Людвига Витгенштейна
- «Образ» Сэмюэла Беккета
- «Ожидание забвение» Мориса Бланшо
- «Введение в психоанализ» Зигмунда Фрейда
- «Победа Гитлера?» Жака Эллюля
- «Происхождение человека и половой отбор» Чарлза Дарвина

### Фильмы
- «Завещание Орфея» (1959, реж. Жан Кокто)
- «Пираньи-3D» (2010, реж. Александр Ажа)
- «Ладони» (1994, реж. Артур Аристакисян)
- «У самого синего моря» (1936, реж. Борис Барнет)
- «Только у ангелов есть крылья» (1939, реж. Говард Хоукс)
- «Метрополис» (1927, реж. Фриц Ланг)
- «Снега Килиманджаро» (1952, реж. Генри Кинг)
- «Трудные дети» (1950, реж. Жан-Пьер Мельвиль)
- «Доктор Джекилл и мистер Хайд» (1931, реж. Рубен Мамулян)
- «Люди в воскресенье» (1930, реж. Роберт Сиодмак, Эдгар Ульмер)

## Музыка
Для фильма не писалось никакой оригинальной музыки, саундтрек составляют фрагменты (часто — очень короткие) из следующих классических произведений
- «Славянский марш» Петра Чайковского
- Седьмая симфония Людвига ван Бетховена
- «Abii Ne Viderem» Гия Канчели
- «Просветлённая ночь» Арнольда Шенберга
- «Сюита в старинном стиле» Добринки Табаковой
- Симфония № 2 D-dur и «Грустный вальс» Яна Сибелиуса
- «Святый Боже» Валентина Сильвестрова
- Песня «La caccia alle streghe» (сл. Альфредо Банделли, исп. Пино Мази)

## 3D
Фильм снят в 3D с использованием широчайшего диапазона видеотехники (часто это были два фотоаппарата, помещённые на определённом расстоянии друг от друга). Одним из наиболее новаторских приёмов, применённых в фильме, является оригинальное использование двойной экспозиции: в разные глаза транслируются разные видеопотоки, что вынуждает зрителя создавать собственный монтаж фильма, попеременно закрывая то левый, то правый глаз.
Это второе обращением Годара к технологии 3D: в 2012-м году он представил новеллу «Les trois désastres» в составе киноальманаха «3x3D» (совместно с Питером Гринуэем и Эдгаром Пера).

## Награды и номинации

### Награды
- 2014: Приз жюри Каннского фестиваля (разделён с «Мамочкой» Ксавье Долана).
- 2014: Cannes' Palm Dog Award (собаке Рокси)

### Номинации
- 2014: Золотая пальмовая ветвь Каннского фестиваля (победитель: «Зимняя спячка» Нури Бильге Джейлана)
- 2014: Приз Camerimage за лучший 3D-фильм оператору Фабрису Араньо (победитель: Томас Хардмейер за «Невероятное путешествие мистера Спивета»).
- 2014: «Лучший фильм на иностранном языке» на Мюнхенском кинофестивале (победитель: «Левиафан» Андрея Звягинцева).
- 2014: «Приз Луи Деллюк» за лучший фильм (победитель: «Зильс-Мария» Оливье Ассаяса).
- 2014: «Village Voice Film Poll» за лучший фильм (победитель: «Отрочество» Ричарда Линклейтера)

## Сборы
В американском прокате лента собрала 346 946 долларов. В пресс-релизе кинокомпании-дистрибьютора Kino Lorber сообщалось о том, что фильм встретил трудности с продвижением и прокатывался лишь в Нью-Йорке в малом количестве залов, в виду нежелания кинотеатров отдавать залы с трёхмерной проекцией под артхаусный проект).
В России кассовые сборы составили 622 тысячи рублей.